# 葛城奈海
葛城 奈海（かつらぎ なみ、本名：高橋 南海、1970年〈昭和45年〉2月6日 - ）は、日本の政治活動家。やおよろずの森代表。予備役ブルーリボンの会幹事長。「防人と歩む会」会長。参政党DIYスクール講師。

## 経歴
東京都足立区西新井出身。生後3ヶ月頃に埼玉県所沢市に親が家を建てて引っ越した為、自身の記憶は埼玉県所沢市から始まっていると述べた。その後、小学生の6年間は父が大阪府に転勤になった関係で奈良県奈良市に転居。
高校時代に環境問題や南北問題に関心を持ち始め、上智大学の公開講座へ学校の先生に連れられた際に紹介された鶴見良行著『バナナと日本人―フィリピン農園と食卓のあいだ』（1982年、岩波書店）における、フィリピン産のバナナの生産から流通の過酷な実態を知り衝撃を受ける。その後、東京大学農学部に進学し、有機農業に関心を移す。また、見学に行った際に鹿島神流の剣術を教えている様子を見たことがきっかけとなり、合気道部に入る。同時に明治神宮の至誠館武道研修科に入門。2015年（平成27年）現在も武道場至誠館に通っており、合気道五段、鹿島神流中伝。
1995年（平成7年）に和田勉の「ザ・ドラマスクール」を第1期生として卒業した。俳優業は2000年代以降行なっていない。
防衛庁（現：防衛省）の市ヶ谷台ツアー新庁舎の案内役を3年間務めるも、マニュアルを覚えて案内するだけの仕事に薄っぺらさを感じ始めていたところ、予備自衛官補制度が開始する告知を広報誌で知り、応募し合格。予備自衛官補1期生として訓練を受け、期間満了で予備自衛官（陸上自衛隊）となる。2015年（平成27年）現在の階級は三等陸曹。
その後、日本文化チャンネル桜にゲストとして出演後、潮匡人の「防人の道 今日の自衛隊（チャンネル桜）」キャスター退任に伴う後任を引き受ける形で2006年（平成18年）12月からキャスターを担当する。
2014年（平成26年）の東京都知事選挙では田母神俊雄候補の選挙対策本部広報を務め、日刊ゲンダイ等のメディアで浅野久美らと共に「田母神ガールズ」の1人として取り上げられた。
2015年（平成27年）春より、自衛隊と日本国民を繋ぐ事を目的とする民間団体「防人と歩む会」の会長に就任。
2020年（令和2年）2月、赤尾由美、扇さや、我那覇真子、佐波優子と共に「皇統（父系男系）を守る国民連合の会」を立ち上げた。
2021年（令和3年）10月、著書『戦うことは「悪」ですか　サムライが消えた武士道の国で、いま私たちがなすべきこと』がアパ日本再興財団の「第4回アパ日本再興大賞」に選ばれた。
2022年（令和4年）9月24日、予備自衛官を「任期満了退職」とされた。自衛隊東京地方協力本部からの任期更新意思の確認に対し「継続希望」と回答していたにもかかわらず、理由も示さず突然に辞令書をもって通知されたという。

## 主張・活動
予備自衛官（陸上）として自衛隊の訓練参加や基地取材などの執筆も多数。防衛省オピニオンリーダーもつとめる。また、予備役ブルーリボンの会幹事長として、北朝鮮による日本人拉致問題にも積極的に取り組む。
皇位継承問題に関して、男系継承の伝統を保持すべきとし、女系天皇・女性天皇に反対している（上節）。

### 国防観
「日本国憲法第9条を改正して自衛隊を国軍にすべき」としている。また、「国防の義務を憲法に盛り込むべき」とし、「3カ月程度の軍事訓練を男女に関係なく、成人への通過儀礼として導入した方が良い」と述べている。
徴兵制については、「どちらかといえばあったほうがいいと思う」とし、「かつてのドイツの徴兵制の様に警察、消防、福祉などの代替役務を選択可能にすれば良い」とするも、「あくまでも国防を第一義に考えるべき」としている。

### やおよろずの森
自身が立ち上げた「やおよろずの森」という民間団体では、石垣島、小浜島、西表島、対馬の海岸の漂着ごみを清掃するビーチクリーン活動等を行い、日本の自然・生物の生態系を守る活動に取り組んでいる。尖閣諸島を含む国境離島における、「平穏かつ安定的な維持及び管理」という政府見解に対し、「放置しておく事が環境を安定させる事にはならない」と主張。いずれは、上陸が禁止されている尖閣諸島海岸に於いても同様の活動をしたいと述べている。

### 尖閣諸島関連
魚釣島ではヤギが大繁殖して下草が食い荒らされ生態系が大きく乱れており、尖閣諸島には確認されているだけでも15種類の固有種が存在し、それらが絶滅の危機に瀕し、漂着ゴミも大量に打ち上げられており、人が手を入れなければ、島の自然は失われ行く一方であると主張。
中国漁船衝突事件に際して石原慎太郎東京都知事（当時）が尖閣諸島購入計画を発表した際に東京都に寄せられた東京都尖閣諸島寄附金14億円の使い道について、「専門家による上陸調査」、「現実的なヤギの駆除や漂着ゴミ清掃」、「漁師が安心して漁を行うための船だまりや通信施設の設置、燃料代の補助」を提言。
2014年（平成26年）10月23日には、野口健、山際大志郎、横畑泰志が設立した「センカクモグラを守る会」のシンポジウムに参加し、自身の尖閣諸島領海での集団漁業活動の内容や尖閣諸島の実態を報告した。

### 八紘為宇
「八紘一宇」のルーツである「八紘為宇（いう）」こそ日本が取り戻すべき理念としており、2015年（平成27年）3月に三原じゅん子・自民党所属参議院議員が参議院予算委員会で八紘一宇を取り上げた事について「批判する者はまず勉強せよ」と述べ、三原の発言を支持した。首相の安倍晋三が掲げた「戦後レジームからの脱却」や「日本を取り戻す」というスローガンは、「八紘為宇という建国の理念を取り戻すことではあるまいか」と主張した。

## 著書
- 『戦うことは「悪」ですか　―サムライが消えた武士道の国で、いま私たちがなすべきこと―』（2021年6月、扶桑社）

### 共著
- 河添恵子、赤尾由美、兼次映利加 『国防女子が行く ―なでしこが国を思うて何が悪い―』（2014年12月10日、ビジネス社）
- 奥本康大『大東亜戦争　失われた真実　―戦後自虐史観によって隠蔽された「英霊」の功績を顕彰せよ！―』（2018年12月、ハート出版）

## 寄稿

### 連載
- 産経新聞 - 「直球&曲球」（2015年4月 - 2021年4月　シリーズは2021年5月で終了）
- 夕刊フジ - 「国防女子の構え」（2015年2月、6月）

### 雑誌
- 言志（ビジネス社）
- 山と渓谷（山と溪谷社）
- 正論（産業経済新聞社）
- ジャパニズム（青林堂）
- 田舎暮らしの本（宝島社）

## 出演

### テレビ
- 大使館夫人の家庭料理 (1997年、食チャンネル)
- にっぽんぬくもり紀行 (1998年、NHK)
- 狂言和泉流20世宗家・和泉元彌の世界 (1999年、テレビ東京)
- 新見聞録〜近畿は美しく 初秋の奥琵琶湖 (1999年、MBS)
- 新見聞録〜近畿は美しく 鳥羽・神島カヌートライアル (2000年、MBS)
- 新見聞録〜近畿は美しく 古都を彩る幻想の光 (2000年、MBS)
- 食ものがたり (ナレーション 2002年、テレビ東京)
- 美の巨人たち (2003年、テレビ東京)
- 原子力レポート (2004年、サイエンスチャンネル)
- 絶景・旅の時間 「百名山温泉紀行 会津駒ケ岳&尾瀬檜枝岐温泉」 (2005年、BSフジ)[3]
- 夏色の若狭 心のサブリ・・・もとめて (2006年、KBS・サンテレビ)
- 防人の道 今日の自衛隊 (2006年12月12日 - 2015年8月25日、キャスター、毎週火曜日号担当、日本文化チャンネル桜)
- 地震研究の最前線! (2007年、サイエンスチャンネル)
- そこまで言って委員会NP（2015年9月6日、読売テレビ）

### テレビドラマ
- 外科医有森冴子 さよならSP (1993年10月9日、日本テレビ)
- ドラマ新銀河 赤ちゃんが来た (1994年、NHK)
- さわやか3組 (2002年、NHK教育)
- ホーム&アウェイ (2002年)
- 虹色定期便 (2002年、NHK教育)
- 僕と彼女と彼女の生きる道 (2004年、フジテレビ)
- 暴れん坊ママ (2007年)

### 映画
- SCREAM (1997年)
- 故郷 (1999年)

### CM・CF
- J-PHONE『ムービー写メール』(2002年)
- 新葉建設 (2002年)
- NTTマーケティングアクト (2005年)
- ユーキャン (2005年)
- ポプラ社 (2006年)
- ケンタッキーフライドチキン (2007年)
- 大塚製薬 (2007年)
- リアップX5 (2010年、大正製薬)
- ドモホルンリンクル (再春館製薬所)
- ソフトバンクモバイル

### ラジオ
- ちょっと森林のはなし（2007年7月 - 2011年4月、TBSラジオ）
- 北朝鮮向け短波放送「しおかぜ」 (特定失踪者問題調査会)

### インターネット放送
- 防人の道 NEXT（2015年9月2日 - 、日本文化チャンネル桜）